# Szepesi–Láner-barlangrendszer
A Szepesi–Láner-barlangrendszer Magyarország fokozottan védett barlangjai közül az egyik. A Bükki Nemzeti Parkban található. A Létrás-tetői-barlang, korábbi nevén Szepesi-barlang és a Láner Olivér-barlang összekapcsolásával jött létre a barlangrendszer. Magyarország 12. legmélyebb barlangja. A Bükk-vidék hatodik leghosszabb barlangja.

## Szepesi–Láner-barlangrendszer

### Leírás
A Bükk-fennsíkon, a Nagy-fennsík keleti, Létrás-tetői részén, 548 és 552 méter tengerszint feletti magasságban található a két bejárata. Középső triász, szürke, világosszürke, pados, vastagpados és tömeges, jellegzetes finomsávozottságot, márványos rajzolatot mutató mészkőben jött létre, amelyet néhány helyen 1–10 centiméter vastag, repedéskitöltő kalciterek harántolnak.
A barlangrendszer törmelékes üledékkitöltése a helyi mészkő törmelékén és tömbjein kívül a barlangon kívüli, lepusztulási területre jellemző agyagpalából, kvarcitdarabokból, vulkanitokból, durva homokból és néhány helyen kőzetlisztből, valamint agyagból áll. Nagy felületeken látható a szálkőtalp, a kitöltés nem összefüggően borítja a járattalpat. Az oldalfalakra néhány helyen, különböző magasságokban agyagos kérgek és üledékfoszlányok cementálódtak rá és maradtak meg. Ezek jelzik a korábbi kitöltési szinteket. Csak a legcsapadékosabb időszakokban, általában a tavaszi hóolvadás után aktív hidrológiailag a barlang. A legtöbb víz ezekben az időszakokban van benne.
A lezárt barlang megtekintéséhez a Bükki Nemzeti Park Igazgatóság engedélye szükséges. A nagyobb része a beépített vaslétrák miatt barlangjáró alapfelszereléssel járható, de a kürtőmászásokhoz jó mászótudás és kötéltechnikai eszközök használata kell. Naponta egy csoport látogathatja, amely legfeljebb 10 személyből állhat.
Előfordul a barlang az irodalmában Szepesi-Láner-barlangrendszer (Neidenbach, Pusztay 2005) néven is. 1998-ban volt először Szepesi–Láner-barlangrendszernek nevezve a barlang az irodalmában.

### Kutatástörténet
1993. december végén lett összekötve a Létrás-tetői-barlang a Láner Olivér-barlanggyal és így jött létre a barlangrendszer. 1996. augusztus 3-tól a környezetvédelmi és területfejlesztési miniszter 15/1996. (VII. 26.) KTM rendelete értelmében a Bükk hegység területén lévő fokozottan védett Létrás-tetői-barlang neve Szepesi-Láner-barlangrendszer. 1998. május 14-től a környezetvédelmi és területfejlesztési miniszter 13/1998. (V. 6.) KTM rendelete szerint a Bükki Nemzeti Park Igazgatóság illetékességi területén, a Bükk hegységben található Szepesi–Láner-barlangrendszer az igazgatóság engedélyével látogatható. 2001. május 17-től a környezetvédelmi miniszter 13/2001. (V. 9.) KöM rendeletének értelmében a Bükk hegység területén lévő Szepesi-Láner-barlangrendszer fokozottan védett barlang. Egyidejűleg a fokozottan védett barlangok körének megállapításáról szóló 1/1982. (III. 15.) OKTH rendelkezés hatályát veszti.
A 2003-ban kiadott Magyarország fokozottan védett barlangjai című könyvben található barlangismertetés szerint felmért hossza 2073 m, de a felméretlen kürtőkkel és oldalágakkal együtt kb. 2500 m hosszú, 158 m függőleges kiterjedésű, 625 m vízszintes kiterjedésű és bejáratai 548, valamint 552 m tengerszint feletti magasságban vannak. A Szepesi-barlang bejáratától mért mélysége a Keleti-ág tavának felszínéig 143,8 m és ehhez még 9–15 m vízmélység adódik, amelyet búvármerülésekkel értek el. A könyvben lévő, Egri Csaba és Nyerges Attila által készített hosszúsági lista szerint a Bükk hegységben lévő és 5372-3 barlangkataszteri számú Szepesi–Láner-barlangrendszer Magyarország 16. leghosszabb barlangja 2002-ben. A 2002-ben kb. 2500 m hosszú barlang 1977-ben 1660 m és 1987-ben 1500 m hosszú volt. A könyvben található, Egri Csaba és Nyerges Attila által készített mélységi lista szerint a Bükk hegységben lévő és 5372-3 barlangkataszteri számú Szepesi–Láner-barlangrendszer Magyarország 8. legmélyebb barlangja 2002-ben. A 2002-ben 158 m mély barlang 1977-ben és 1987-ben is 166 m mély volt.
A 2005-ben napvilágot látott Magyar hegyisport és turista enciklopédia című kiadványban önálló szócikke van a barlangnak. A szócikk szerint a Szepesi-Láner-barlangrendszer a Bükk hegységben található és két barlang összekötésével létrehozott fokozottan védett természeti érték. A két barlangból álló barlangrendszer 2500 m-nél hosszabb és majdnem 160 m mély. Engedéllyel járható a lezárt barlang. A Láner Olivér-barlangnak a Szepesi-barlang Ny-i ágának vizes szifonja mögötti, felharapódzó járatokkal 1993-ban történt összekötését Bátori Károly, Ferenczy Gergely és Kiss János teremtették meg. A Láner Olivérről szóló szócikk szerint jelenleg a Spirál-barlang a Szepesi-barlanggal együtt egy barlangrendszert alkot. A Marcel Loubens Barlangkutató Egyesület egyik legjelentősebb feltárása a Láner Olivér-barlang (jelenleg Szepesi–Láner-barlangrendszer) összekötése a Létrás-tetői-barlanggal (1993). A Speizi-barlang szócikke szerint a Speizi-barlang járatai megközelítik a Szepesi–Láner-barlangrendszert.
2005. szeptember 1-től a környezetvédelmi és vízügyi miniszter 22/2005. (VIII. 31.) KvVM rendelete szerint a Bükki Nemzeti Park Igazgatóság működési területén, a Bükk hegységben található Szepesi-Láner-barlangrendszer a felügyelőség engedélyével látogatható. 2005. szeptember 1-től a környezetvédelmi és vízügyi miniszter 23/2005. (VIII. 31.) KvVM rendelete szerint a Bükk hegységben lévő Szepesi-Láner-barlangrendszer fokozottan védett barlang. 2007. március 8-tól a környezetvédelmi és vízügyi miniszter 3/2007. (I. 22.) KvVM rendelete szerint a Bükki Nemzeti Park Igazgatóság működési területén lévő Bükk hegységben elhelyezkedő Szepesi-Láner-barlangrendszer az igazgatóság engedélyével tekinthető meg.
2013. július 19-től a vidékfejlesztési miniszter 58/2013. (VII. 11.) VM rendelete szerint a Szepesi-Láner-barlangrendszer (Bükk hegység, Bükki Nemzeti Park Igazgatóság működési területe) az igazgatóság hozzájárulásával látogatható. 2015. november 3-tól a földművelésügyi miniszter 66/2015. (X. 26.) FM rendelete szerint a Szepesi-Láner-barlangrendszer (Bükk hegység) fokozottan védett barlang. 2021. május 10-től az agrárminiszter 17/2021. (IV. 9.) AM rendelete szerint a Szepesi-Láner-barlangrendszer (Bükk hegység, Bükki Nemzeti Park Igazgatóság működési területe) az igazgatóság engedélyével látogatható. A 13/1998. (V. 6.) KTM rendelet egyidejűleg hatályát veszti.

## Létrás-tetői-barlang

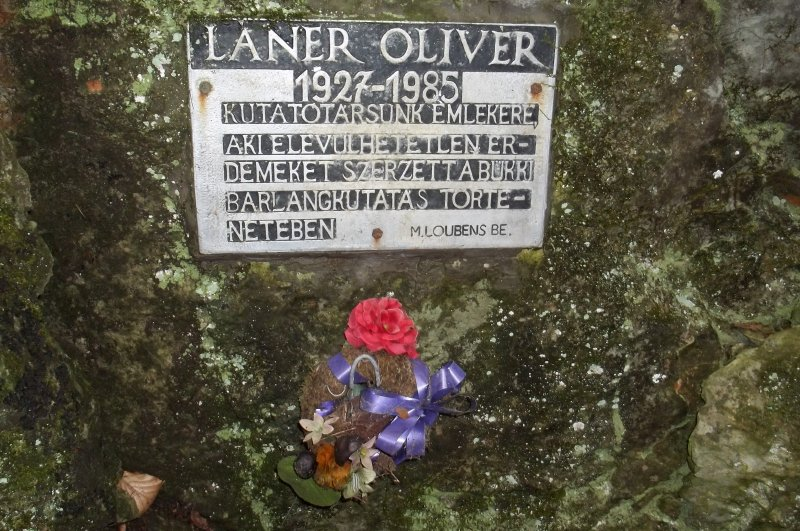
Láner Olivér emléktáblája a Láner Olivér-barlang bejáratánál

### Leírás
A Nagy-fennsíkon, a létrási lápa északi oldalán, a Névtelen Kerek-hegy déli lábánál, 552 méter tengerszint feletti magasságban van a betonműtárggyal biztosított és vasajtóval lezárt bejárata. Triász mészkőben jött létre és a járatok mai formájának a kialakulásában a vízfolyásokkal szállított törmelékanyagnak a koptató munkája játszotta a főszerepet. A kipreparálódott, törési felületekkel, repedésekkel határolt blokkok jellemzők a teljes barlangra. Két fő repedésirány és két-három alárendelt repedésirány ismerhető fel a Fofó-ágnak a Tohos-átjáró feletti részén. A járatok képét ezek a törések alapvetően meghatározzák. Egy észak–északkeleti irányú, 60° orientációjú törés mentén, a harmadik szifon bejárata előtti főtében jelentős, vörösagyagos repedéskitöltésű, tektonikus breccsazóna figyelhető meg. Ez a végpontja a Szepesi-barlang Nyugati-ágának. A szifonsoron, vagy a felső kerülőjáraton keresztül lehet megkerülni.
A bejárati, lépcsőzetes, leginkább hasadék jellegű aknasor egy meanderező, kis letörésekkel tagolt, átlagosan két–öt méter széles, 3–20 méter magas, vízszintes, enyhén kelet felé lejtő, néhány helyen kétszintes, vízvezető járatba, a főágba vezet és a főág két végén, a Nyugati-ág végén és a Keleti-ág végén egy-egy szifon zárja el a további járatokba vezető utat. A Keleti-ágban egy néhány liter percenkénti vízhozamú forrás ered. A barlang legnagyobb állóvize a Keleti-ág végén található, 20 négyzetméter felszínű Tó, amelynek a mélységét a búvárok 9–15,5 méter közöttinek mérték. A Nyugati-ágban több helyen találni kisebb, egy–öt négyzetméter felületű tavakat, amelyek főleg a tufagátak miatt duzzadnak fel. Ezek csapadékszegény időszakban kiszáradhatnak. A főágból kürtők és főleg dél felé kiágazó mellékágak nyílnak. A főág északkelet–délnyugat hossztengelyű és északnyugat–délkeleti irányok közötti ingadozással nagyobb távolságon átlagosan kelet–nyugati irányt tart.

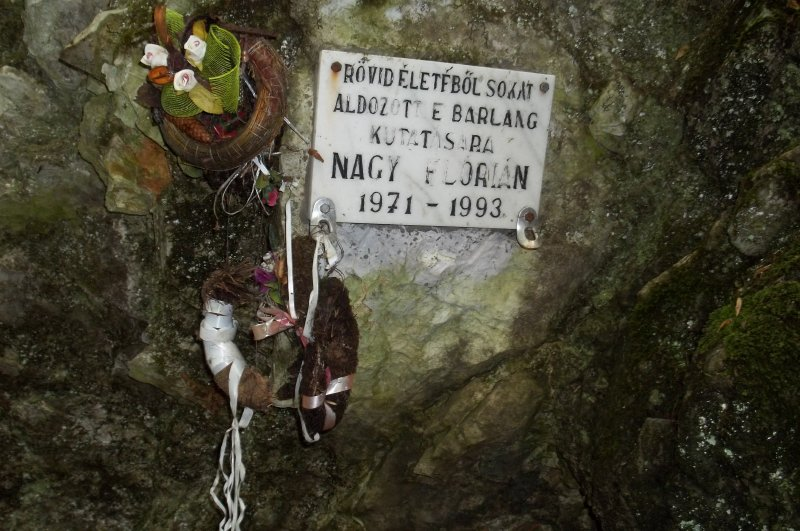
Nagy Flórián emléktáblája a Láner Olivér-barlang bejáratánál

A nagymorfológiai formák közül, a járatoknak a mennyezethez közeli részein a mennyezeti csatorna a jellemző néhány helyen, más helyeken a lapos boltozat és az íves boltozat, valamint az összeszűkülő hasadékban végződés látható. Az oldalfalak szabálytalanul töredezettek, vagy simák, hullámkagylósak. Az íves bevágódások, az evorziós üstök és a csorgák elterjedtek a járattalpon és a járattalp közelében, amelyek a víz áramlásának az eróziója következtében keletkeztek. Néhány részen kanyonszerű a járat. Változatos méretű és formájú cseppkövek, fejlődő és már nem fejlődő mésztufamedencék, valamint tufagátak figyelhetők meg benne. A cseppkőbaldachinok az egykori, magasabb helyzetű üledéket beborító mészkéreg maradványai, amelyek alól kimosták a laza törmeléket a későbbi, intenzív vízfolyások. A barlang legmélyebb, nem víz alatti része 150,3 méteren helyezkedik el, ahol egy szifontó található.
A barlangban elfolyó víz a Szinva-felső-forrásban, az Anna-forrásban és az Eszperantó-forrásban, valamint valószínűleg a Szinva-forrásban jelenik meg.
Előfordul a barlang az irodalmában Herman Ottó-cseppkövesbarlang (Kovács 2003), Herman Ottó cseppköves barlang (Bertalan 1976), Létrás Cave (Kordos 1977), Létrási-barlang (Kovács 2003), Létrás-tető Cave (Kordos 1977), Létrástetői-barlang (Czájlik, Dénes 1962), Létrástetői Szepesi-zsomboly (Bertalan 1976), Szepesi-barlang (Dely 1970), Szepesi Cave (Takácsné, Eszterhás, Juhász, Kraus 1989), Szepesi-zsomboly (Dely 1970), Szepessy-barlang (Takácsné 1989) és Szepessy-zsomboly (Kordos 1984) neveken is. 1968-ban volt először Létrás-tetői-barlangnak nevezve a barlang az irodalmában (Dénes 1968).

### Kutatástörténet
Az 1950-es évek elején figyeltek fel az eltömődött bejáratára. Ekkor már megpróbálták a rét mélypontján lévő töbröket kibontani, de nem jártak eredménnyel. Egy történet szerint Szepesi Zoltánné egy barlangkutató társaság kirándulásán letért az útról és egy kis szikla mellett teljesen leszúrta a turistabotját és azt kiáltotta, hogy „Ide nézzetek fiúk, így kell barlangot kutatni!” 1955-ben ezen a helyen kezdődött el a feltárása bontással, amelyet a Magyar Hidrológiai Társaság Miskolci Csoportja Zsombolykutatói és a Miskolci Bányász Barlangkutató Csoport végzett. 1957-ben 21 méter, 1960 nyarán 47 méter mélyre jutottak le a miskolci és a diósgyőri kutatók. Az intenzív feltárás 1962 tavaszán indult meg.
1962. június 9-én éjszaka három fiatal kutatónak, Molnár Kálmánnak, Kutas Tamásnak és Bödör Istvánnak, becézett néven a Három Aranyásónak sikerült túljutnia az addig elzárt járatokon és ezáltal lejutni a vízszintes főágba. A két csoport aznapi eredményét vizsgálták meg és ekkor vették észre, hogy szabad az út lefelé. Később közös munkával lett feltárva a Keleti-ág, amelynek a végén egy majdnem állandó vízszintű szifontó zárta el a továbbjutást és a Nyugati-ág, amelynek egy vízzel teli szifon volt a legtávolabbi pontján. A feltárások néhány mellékágnak, a Morgó-ágnak és a Borsó-ág elejének a megtalálásával folytatódtak. Ezekkel a felfedezéssel vált Magyarország legmélyebb, 165,8 m mély barlangjává az 1660 m hosszú Szepesi-zsomboly.

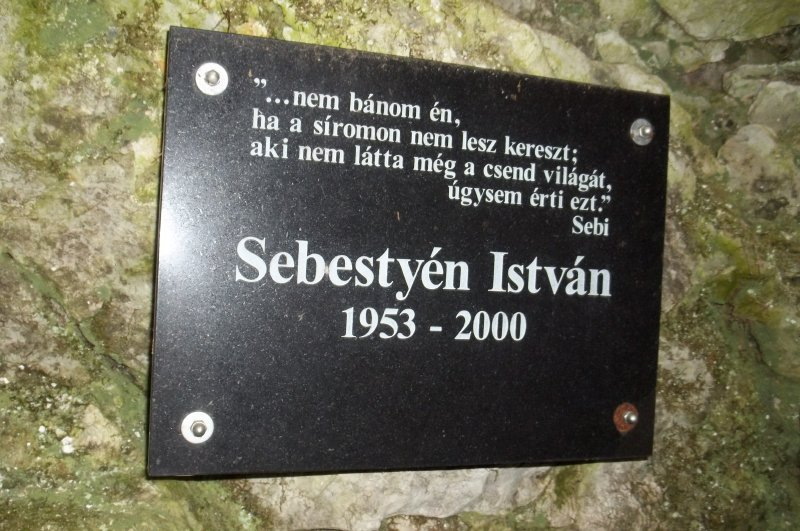
Sebestyén István emléktáblája a Láner Olivér-barlang bejáratánál

1962 augusztusában Várszegi Sándor, Zsellér György, Papp Gyula, Dobránszky P. és Benedek A. felmérték a barlang aknáját és a felmérés alapján hosszmetszet térkép készült, amely 1:500 méretarányban lett rajzolva. Az 1962. évi Karszt és Barlang szerint a Miskolci Bányász Barlangkutató Csoport hónapokig tartó bontás útján tárta fel a barlangot, amely a Bükk legnagyobb barlangja és a barlangot a Magyar Hidrológiai Társaság borsodi csoportjának barlangkutató szakosztályával 1660 m hosszúságig, valamint 165,8 m mélységig tárták fel, felmérték és térképezték. Az 1962. december 31-i állapot szerint Magyarország legmélyebb barlangja a 166 méter mély barlang.
Az 1963. augusztus 17–18-án történt konyhasóval végzett víznyomjelzés szerint az Eszperantó-forrásban 18 óra, az Anna-forrásban 19,5 óra és a Felső-Szinva-forrásban 24 óra elteltével bukkant elő a sózott víz. 1963. augusztus 31. és szeptember 7. között 280 kilogramm konyhasóval jelölték meg a Tó vizét és a kísérlet eredményeként a Szinva-felső-forrásban, az Anna-forrásban és az Eszperantó-forrásban, valamint nem biztosan a Szinva-forrásban jelent meg a jelzett víz. Nem egyértelmű eredményeket hoz a sózással történő víznyomjelzés és ezért a következtetések bizonytalanok. 1965 után Tokár Ferenc, Várszegi Sándor, B. Szabó László, Tompa L., Liptai Edit, Majoros Zsuzsanna és Komlóssy Attila mérték fel és a felmérés alapján készült egy 1:1000 méretarányú alaprajz térkép. Az 1968. december 31-i állapot szerint Magyarország második legmélyebb barlangja volt a 166 m mély barlang.
Az 1970-ben kiadott, Bükk útikalauz című könyvben az olvasható, hogy a piros kereszt jelzésű turistaúton érhető el a majdnem egy kilométer hosszú és 165 méter mély barlang. Függőleges és meredek lejtésű aknákon leereszkedve érhető el a majdnem vízszintes patakos járat, amelynek mindkét végén vízzel kitöltött szifonok gátolják a továbbjutást. A miskolci kutatók a Szepesi-zsombolyon keresztül tárták fel a cseppköves barlangot, ezért sokan Szepesi-barlang néven emlegetik. A Szepesi-zsomboly lényegében egy ősi, később inaktívvá vált víznyelő, amely eredetileg a karsztos és a nem karsztos kőzetek határán keletkezett.
Később a víznyelőhöz vezető vakvölgy talpa egyre mélyebbre bevágódva elérte a mészkőhegy vízzáró hordalékkal fedett lábát és egy új víznyelő alakult ki, valamint a régi inakív lett. Ez a folyamat évszázezredek alatt sokszor megismétlődött, újabb és újabb víznyelők keletkeztek, a régiek inaktívak lettek, a torkuk eltömődött, és ma az egykor vizet vezető, régi vakvölgy helyén, egy kanyargós árokban egymás mellett elhelyezkedő töbörsor található. Jelenleg csak a legutóbb keletkezett, a nem karsztos felszínről érkező vízfolyás útjában lévő nyelő kap vizet. A fennsík sok víznyelőjére jellemző a nyelőknek a sorozatos áthelyeződése és az ősi, inaktívvá vált nyelőknek a töbörsorrá fejlődése. 1976-ban vált országos jelentőségű barlanggá az 5300-as (Bükk) barlangkataszteri területen lévő, miskolci Létrás-tetői barlang.
Az 1976-ban befejezett és Bertalan Károly által írt kézirat szerint a Létrás-tetői-barlang további nevei Herman Ottó cseppköves barlang, Létrástetői Szepesi-zsomboly és a Bükk hegységben, Miskolcon helyezkedik el. Létrás-tetőn, a műútról leágazó piros + jelzésen 300 m-re, 548 m tengerszint feletti magasságban van a függőleges és ácsolt bejárata. 1660 m hosszú és 165,8 m mély. Több lépcsős, függőleges aknából és alján egy vizes, vízszintes ágból áll. Turisztikai és idegenforgalmi célra hasznosítható. Mérete és képződményei miatt fokozottan védett és csak a barlangot ismerő kutatóval látogatható. A kézirat barlangra vonatkozó része 1 publikáció alapján íródott. Az 1976-ban összeállított, országos jelentőségű barlangok listájában lévő barlangnevek pontosítása után, 1977. május 30-án összeállított, országos jelentőségű barlangok listáján rajta van a Bükk hegységben, Miskolcon található barlang Létrás-tetői-barlang néven.

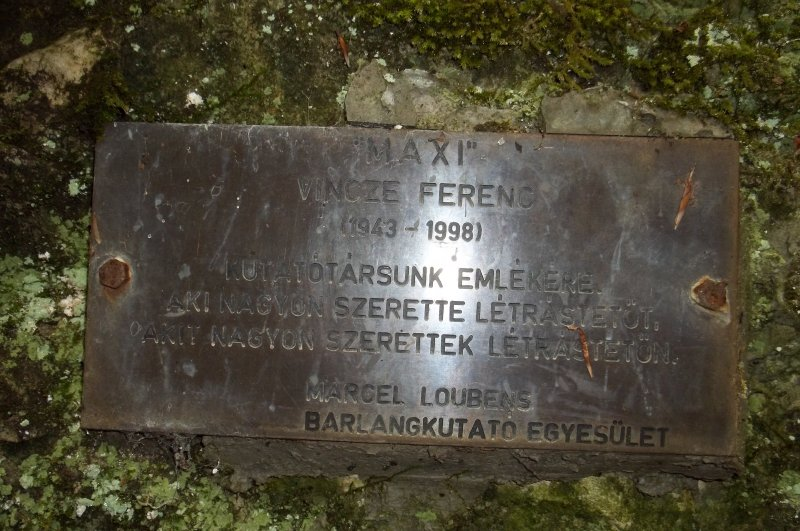
Vincze Ferenc emléktáblája a Láner Olivér-barlang bejáratánál

Az 1977. évi Karszt és Barlangban megjelent, Bertalan Károly által írt összefoglalásban meg van említve, hogy a Létrás-tetői-barlang (Bükk hegység) főágát 1962. június 9-én érték el a barlang kutatói. Az 1977. évi Karszt és Barlang angol nyelvű különszámában megjelent, The longest and deepest caves of Hungary (December 31, 1975) című közleményből megtudható, hogy a Bükk hegységben fekvő, 1660 m hosszú, 166 m mély Létrás-tető Cave (Létrás Cave) 1975. december 31-én Magyarország 10. leghosszabb és 4 . legmélyebb barlangja.
Az 1977. december 31-i állapot szerint (MKBT Meghívó 1978. május) a Bükk hegységben lévő, 165,8 m mély és 1660 m hosszú Létrás-tetői-barlang (Szepesi-barlang) az ország 4. legmélyebb és 9. leghosszabb barlangja. Az 1977. évi Karszt és Barlangban megjelent összeállítás alapján, 1977. december 31-én Magyarország 10. leghosszabb barlangja a Bükk hegységben elhelyezkedő, 1977. december 31-én, 1976-ban és 1975-ben 1660 m hosszú Létrás-tetői-barlang (Szepesi-barlang). Az összeállítás szerint, 1977. december 31-én Magyarország 4. legmélyebb barlangja a Bükk hegységben elhelyezkedő, 1977. december 31-én és 1976-ban 165,8 m mély, 1975-ben pedig 166 m mély Létrás-tetői-barlang (Szepesi-barlang). Ez az összeállítás naprakészebb az 1978. májusi MKBT Meghívóban publikált listánál.
Az 1978. évi Karszt és Barlangban a magyar karszt- és barlangkutatás húszéves eredményei között meg van említve a barlang feltárása. Az 1979-ben napvilágot látott Barlangok a Bükkben című könyvben szó van arról, hogy a Szepesi-barlang és az István-lápai-barlang vonalában helyezkedik el az Egyetem-tebri-víznyelőbarlang. Elképzelhető, hogy ez utóbbin keresztül sikerül összekötni a Szepesi-barlangot és az István-lápai-barlangot. Az Egyetem-tebri-víznyelőbarlangtól K-re található a létrás-tetői Szepesi-barlang, amelynek aknarendszere 130 m mély. Az aknarendszeren keresztül lehet lejutni a 600 m hosszúnak mért (és több száz m-nyi becsült) részébe. A mélypont és a bejárat között 165,8 m a különbség.
Csodálatosak a barlang képződményei, leginkább a cseppkőlefolyásai, amelyek a Ny-i ágban több száz m²-nyi felületet fednek. Az ágban függőlegesen is és vízszintesen is emeleteket képez a tufagátak sorozata. A Ny-i ág végén homokszifonok sorozata van alul, felül pedig rövid és szűk mellékjáratok, valamint oldalkürtők helyezkednek el. Egy alig ingadozó szifontó vize zárja le a K-i ág végét, amelyen átjutni még a búvárok sem tudtak. Csak megfelelően felkészült kutatók ereszkedhetnek le veszélyes aknarendszerén. A kiadványban publikálva lett az 1962-es hosszmetszet térkép, valamint a barlangot bemutató három fénykép. Az elsőn a barlangban lévő Sündisznó-oszlop látható. A másodikon borsóköves sziklaborda figyelhető meg, amely a Nyugati-ágban van. A harmadik fénykép a Nyugati-ág egyik folyosórészletét mutatja be. A könyvhöz mellékelt, a Bükk hegység barlangokban leggazdagabb területét bemutató térképen látható a 132-es számmal jelölt barlang földrajzi elhelyezkedése.
Az 1980. évi Karszt és Barlang 1. félévi számában publikálva lett, hogy a kiemelt jelentőségű Létrás-tetői-barlang az 5300-as barlangkataszteri területen (Bükk hegység) helyezkedik el. A barlangnak 5372/3. a barlangkataszteri száma. Az MKBT Dokumentációs Bizottsága a helyszínen el fogja helyezni, a többi kiemelt jelentőségű barlanghoz hasonlóan, a barlang fémlapba ütött barlangkataszteri számát. A barlangkataszteri szám beütéséhez alapul szolgáló fémlap ugyanolyan lesz mint a többi kiemelt jelentőségű barlang fémlapja. 1982. július 1-től az Országos Környezet- és Természetvédelmi Hivatal elnökének 1/1982. (III. 15.) OKTH számú rendelkezése (1. §. és 3. §., illetve 5. sz. melléklet) értelmében a Bükk hegységben lévő Létrás-tetői-barlang fokozottan védett barlang. Az 1982. szeptember–októberi MKBT Műsorfüzetben meg van említve, hogy a Bükk hegységben található Létrás-tetői-barlang fokozottan védett barlang. A felsorolásban a barlangnevek az MKBT által jóváhagyott és használt helyesírás szerint, javított formában lettek közölve.
Az 1980-as évek elejének csapadékszegény évei miatt a Nyugati-ág végén kiszáradt a vizes szifon. Ezért az 1984 márciusában a barlangban túrázó Ferenczy Gergely, Kiss János és Tohai István a szűk járaton átjutva az addigi részeknél sokkal nagyobb kürtőket és termeket találtak. Egy mély homokszifon zárta le az új részt nyugat felé, de további feltárásokat vártak a magas kürtők kimászásával. Felmérték a járatok egy részét és a felmérés alapján megállapították, hogy a Spirál-barlang irányába tartanak az új járatok. A szifon idővel megint bezárult az esőzések miatt és egy ideig nem lehetett kutatni az utána lévő szakaszt.
Az 1984-ben kiadott, Magyarország barlangjai című könyvben részletesen le van írva. A könyv országos barlanglistájában szerepel a Bükk hegységben lévő barlang Létrás-tetői-barlang néven Herman Ottó cseppköves barlang, Szepesi-zsomboly és Szepessy-zsomboly névváltozatokkal. A listához kapcsolódóan látható az Aggteleki-karszt és a Bükk hegység barlangjainak földrajzi elhelyezkedését bemutató 1:500 000-es méretarányú térképen a barlang földrajzi elhelyezkedése. A könyv szerint az 1960-as évek egyik jelentős magyarországi barlangfeltárása volt a lejutás a Szepesi-zsombolyba 1961-ben. Az 1986. évi Karszt és Barlangban megjelent bibliográfia regionális bibliográfia részében szerepel a barlang Létrás-tetői- (Szepesi-)barlang néven. Az összeállítás szerint a Karszt és Barlangban publikált írások közül 1 foglalkozik a barlanggal.
Az 1987. december 31-i állapot alapján Magyarország 17. leghosszabb barlangja az 5372/3 barlangkataszteri számú, kb. 1500 m hosszú Létrás-tetői-barlang (Szepesi-barlang). Az összeállítás szerint az 1977. évi Karszt és Barlangban közölt hosszúsági listában a barlang 1660 m hosszú. Lénárt László 1987. júniusi szóbeli közlése, hogy a barlang kb. 1500 m hosszú, amelyből 800–900 m van felmérve. Az 1987. december 31-i állapot alapján Magyarország 5. legnagyobb függőleges kiterjedésű barlangja az 5372/3 barlangkataszteri számú, 165,8 m függőleges kiterjedésű Létrás-tetői-barlang (Szepesi-barlang). Az összeállítás szerint az 1977. évi Karszt és Barlangban közölt mélységi listában a barlang 165,8 m mély. 1988-ban egy kis ideig megint átjárható volt a végponti szifon és újra járható lett az 1984-ben feltárt rész és ekkor pontosították a méréseket, valamint megfigyeléseket. 1989-ben a Marcel Loubens Barlangkutató Egyesület egy 15 m hosszú járatot tárt fel a Borsós-ágban egy kürtő kimászásakor és folytatta a barlang részletes felmérését.
Az 1989. évi Karszt és Barlangban lévő, Magyarország barlangjai című összeállításban szó van arról, hogy a Nagy-fennsík É-i részén végighúzódó, középső triász (anisusi) mészkősáv K-i részében valószínűleg előforduló, nagy összefüggő barlangrendszernek napjainkban még csak különálló tagjai ismertek. A feltételezett, összefüggő barlangrendszer Létrási-vizesbarlang utáni tagja a Létrás-tetői-barlang (Szepesi-barlang), amelynek inaktív, bejárati aknasora egy vízszintes vízvezetőjárathoz csatlakozik. Az utóbbi járat 1962-ben lett feltárva. A vízszintes barlangág mindkét végét szifon zárja le, a folyásirányban lévő K-i ág szifonjának búvárok által elért mélypontja (a barlangbejárattól számítva) már 165,8 m mélyen van.
A publikációban lévő 3. ábrán (Bükk hegység térkép) be van mutatva a Létrás-tetői-barlang földrajzi elhelyezkedése. A folyóirat 1989. évi különszámában napvilágot látott ennek az utóbbi tanulmánynak az angol nyelvű változata (The caves of Hungary). Ebben a tanulmányban Létrás-tető Cave (Szepesi Cave) a barlang neve. Az angol nyelvű tanulmányhoz mellékelve megjelent egy olyan lista, amelyben Magyarország leghosszabb, és egy olyan lista, amelyben Magyarország legmélyebb barlangjai vannak felsorolva. A két felsorolás szerint a Bükk hegységben fekvő, 1500 m hosszú és 166 m mély Létrás-tetői-barlang (Létrás-tető Cave) 1988-ban Magyarország 17. leghosszabb és 5. legmélyebb barlangja. (1977-ben a barlang 1660 m hosszú és 166 m mély volt.)
1992-ben a Marcel Loubens Barlangkutató Egyesület a nyugati ágban, a II. szifon mögött egy 50 méteres kürtőt tárt fel, amely a Láner Olivér-barlangot hat–nyolc méterre közelítette meg. 1993-ban egy kis ideig megint átjárható volt a végponti szifon és újra járható lett az 1984-ben feltárt rész és ekkor pontosították a méréseket, valamint a megfigyeléseket. Miután a két barlang bejáratának a pontos helyét, az egymáshoz viszonyított helyzetüket bemérték és a járatokat részletesen felmérték, akkor megállapították, hogy a barlangok járatai több helyen 5–10 méterre vannak egymástól. A barlang legmélyebb pontját először az Óbudai Hajógyár MHS Könnyűbúvár Szakosztálya tagjainak sikerült felderíteni a végponti szifontóban 15,5 méter mélyre merülve, ahol a barlang egy 30 centiméter széles, nagyon magas és hosszú hasadékban folytatódik. Ezáltal a barlang ember számára elért legnagyobb mélysége 159,3 méter.
1993. december végén lett összekötve a Láner Olivér-barlanggal. A 2003-ban kiadott Magyarország fokozottan védett barlangjai című könyv szerint 1962 óta ismert barlang. A 2005-ben napvilágot látott Magyar hegyisport és turista enciklopédia című kiadvány szerint a Nagy-fennsíkon, 552 m tengerszint feletti magasságban van a bejárata az 1982-ben Létrás-tetői-barlang néven fokozott védelem alá helyezett üregrendszernek. Bödör István, Kutas Tamás és Molnár Kálmán tárták fel több éves bontás után 1962-ben. A bejárati aknasor szintes, meanderező, vízvezető járathoz kapcsolódik, melynek szifon zárja le mindkét végét. A barlangban változatos méretű és formájú cseppkőképződmények mellett aktív és inaktív mésztufamedencék, illetve tufagátak figyelhetők meg. A Láner Olivér-barlangnak a Szepesi-barlang Ny-i ágának vizes szifonja mögötti, felharapódzó járatokkal 1993-ban történt összekötését Bátori Károly, Ferenczy Gergely és Kiss János teremtették meg.
A kiadványban lévő, Láner Olivérről (Lánder Olivér) szóló szócikkben meg van említve, hogy Láner Olivér részt vett a Szepesi-barlang és a Spirál-barlang feltárásában, melyek jelenleg egy rendszert képeznek. A Marcel Loubens Barlangkutató Egyesület egyik legjelentősebb feltárása a Létrás-tetői-barlang (a Miskolci Bányász Barlangkutató Csoporttal, 1962, 1984), valamint a Láner Olivér-barlang (jelenleg Szepesi–Láner-barlangrendszer) összekötése a Létrás-tetői-barlanggal (1993). A Speizi-barlang vize észlelve lett a Szepesi-barlang patakjában.

## Láner Olivér-barlang

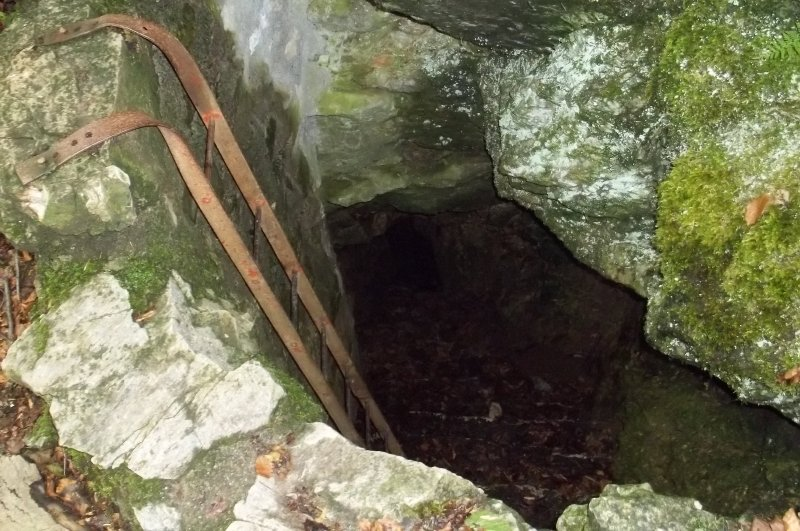
A Láner Olivér-barlang bejárata

### Leírás
A létrási lápa déli szegélyén, egy hat–nyolc méter magas sziklafalnak az aljában, 548 méter tengerszint feletti magasságban van a kőből rakott támfallal biztosított bejárata. A bejárat alatt 10 méternyire található a barlangot védő vasajtó. Inaktív víznyelőszáj, amely pala és mészkő határán jött létre. A kezdeti szakaszát egy kis aknákkal tagolt, rövid meander alkotja, amely a ferde, párhuzamos aknáknak a 96 méter mélységig vezető rendszerébe csatlakozik. A barlang nagy méretű, hálózatosan elhelyezkedő járatai egy körülbelül észak–északkeleti irányú, 50–60° dőlésű törést követnek. A kitöltésben sok helyen előfordulnak denevérek csontjai és más, kistermetű gerincesek maradványai.
A barlang azért lett Láner Olivér 1984-ben bekövetkezett halála után elnevezve Láner Olivér-barlangnak, mert Láner Olivér részt vett a barlang feltárásában. A Fofó-ág azért kapta ezt a nevet, mert Nagy Flórián sokat tett a barlang kutatásáért (neki volt Fofó a beceneve). Előfordul a barlang az irodalmában Biró Lajos barlang (Bertalan 1976), Bíró Lajos-barlang (Kordos 1984), Láner Olivér Cave (Takácsné, Eszterhás, Juhász, Kraus 1989), Spirál-barlang (Lénárt 1979), Spirál viznyelő-barlang (Bertalan 1976) és Spirál-víznyelőbarlang (Dely 1970) neveken is. A barlangnak 1985-ig volt Spirál-barlang a neve.

### Kutatástörténet
1952. augusztus 31-én tárták fel a barlang 41 m hosszú és 13 m mély bejárati szakaszát a Magyar Hidrológiai Társaság Miskolci Csoportja Zsombolykutatói a felszínről indított bontással. Az 1970-ben kiadott Bükk útikalauz című könyv szerint a Létrási-vizesbarlangtól K-re található az időszakos víznyelőként működő, 41 m hosszú és 13 m mély barlang. Az 1976-ban befejezett és Bertalan Károly által írt kézirat szerint a Spirál viznyelő-barlang másik neve Biró Lajos barlang. A Bükk hegységben, Miskolcon, a Szárdóka 670 HP-tól 500 m-re, Ny–DNy-ra, az Iker-teber K-i töbrében, a töbörsor végén, szálkőzetben, 552 m tengerszint feletti magasságban van bejárata. 126 m hosszú és 29 m mély. Időszakosan aktív víznyelőbarlang. A kézirat barlangra vonatkozó része 2 irodalmi mű alapján íródott.
Az 1979-ben napvilágot látott, Barlangok a Bükkben című könyvben szó van arról, hogy egy kerítés DK-i sarkánál található hatalmas, meredek falú szakadéktöbör alján van a Spirál-barlang szűk bejárata. A nagyon szűk barlang 13 m mély és 41 m hosszú. Befelé könnyen járható, de nagyon nehéz kijönni belőle külső segítség nélkül. A barlangtól 300 m-re DNy-ra nyílik a Bükkös-víznyelőbarlang. Az 1984-ben kiadott, Magyarország barlangjai című könyv országos barlanglistájában szerepel a Bükk hegységben lévő barlang Spirál-víznyelőbarlang néven Bíró Lajos-barlang névváltozattal. A listához kapcsolódóan látható az Aggteleki-karszt és a Bükk hegység barlangjainak földrajzi elhelyezkedését bemutató 1:500 000-es méretarányú térképen a barlang földrajzi elhelyezkedése. 1984 nyarán a Marcel Loubens Barlangkutató Egyesület kezdte el a beomlott és eltömődött bejárat járhatóvá tételét, valamint bontással kutatott a mélyponton és elkezdte megint térképezni.
1985 decemberében két kutató, Ferenczy Gergely és Kiss János a bontáskor előkerült szűkületen átjutottak és tág járatokat tártak fel. Az 1987. december 31-i állapot alapján Magyarország 48. leghosszabb barlangja az 5372/49 barlangkataszteri számú, 350 m hosszú Láner Olivér-barlang (Spirál-barlang). A 47. leghosszabb barlang (Kopaszgally-oldali 2. sz. víznyelőbarlang) szintén 350 m hosszú. Az összeállítás szerint az 1977. évi Karszt és Barlangban közölt hosszúsági listában a Láner Olivér-barlang nincs benne. Az 1987. december 31-i állapot alapján Magyarország 43. legnagyobb függőleges kiterjedésű barlangja az 5372/49 barlangkataszteri számú, 72 m függőleges kiterjedésű Láner Olivér-barlang. Az összeállítás szerint az 1977. évi Karszt és Barlangban közölt mélységi listában a barlang nincs benne.
1989-ben a Marcel Loubens Barlangkutató Egyesület végzett a barlang végpontján bontómunkát és elkészítette a barlang lezárási tervét. Ekkor az üregrendszer 81 méter mély volt. A Karszt és Barlang 1989. évi különszámában publikált, angol nyelvű tanulmányhoz (The caves of Hungary) mellékelve megjelent egy olyan lista, amelyben Magyarország leghosszabb, és egy olyan lista, amelyben Magyarország legmélyebb barlangjai vannak felsorolva. A két felsorolás szerint a Bükk hegységben fekvő, 350 m hosszú és 72 m mély Láner Olivér-barlang (Láner Olivér Cave) 1988-ban Magyarország 49. leghosszabb és 43. legmélyebb barlangja.
Az 1992. évi Karszt és Barlangban megjelent az egyesület által készített térhatású rajza a barlangnak. 20 méter mélységben egy szűkület előtt mészkőtörmelékben indított aknával, egyévi bontás után sikerült felfedezni a Szepesi-barlang felé vezető összekötő járatot, a Fofó-ágat és ezen keresztül 1993. december végén teremtette meg az összeköttetést a Szepesi-barlang nyugati ágának vizes szifonja mögötti felharapódzott járatokkal Bátori Károly, Ferenczy Gergely és Kiss János. A 2003-ban kiadott, Magyarország fokozottan védett barlangjai című könyv szerint 1952-ben lett felfedezve és legtöbb járata 1985-ben, illetve 1986-ban lett feltárva.
A 2005-ben napvilágot látott, Magyar hegyisport és turista enciklopédia című kiadvány szerint a Láner Olivér-barlangnak (1985-ig Spirál-barlang) 548 m tszf. magasságban van a bejárata. Bejárati szakaszát az 1960-as években, járatainak nagy részét 1985-ben fedezték fel. Kezdeti szakaszát egy kis aknákkal tagolt rövid meander képezi, amely kapcsolódik a ferde, párhuzamos aknák 96 m mélységig vezető részébe. A Szepesi-barlang Ny-i ágának vizes szifonja mögötti, felharapódzó járatokkal az 1993-ban történt összekötését Bátori Károly, Ferenczy Gergely és Kiss János teremtették meg. A könyvben lévő, Láner Olivérről (Lánder Olivér) szóló szócikkben az olvasható, hogy Láner Olivér részt vett a Szepesi-barlang és a Spirál-barlang feltárásában, melyek jelenleg egy rendszert képeznek. Halála után róla nevezték el a Spirál-barlangot. A Marcel Loubens Barlangkutató Egyesület egyik legjelentősebb feltárása a Láner Olivér-barlang (Jelenleg Szepesi–Láner-barlangrendszer. Láner-ág, 1985. Fofó-ág, 1993. Összekötés a Létrás-tetői-barlanggal, 1993.). 2018. május 12-én az MKBT Verocs Szakosztály néhány sérült felnőttje túrázott a barlangban.

## További irodalom
- Hakl József – Lénárt László – Hunyadi Ilona: Radon measurements in caves and springs located in the area of the Bükk National Park. In: A bükki barlangok kutatásának, védelmének és hasznosításának legújabb eredményei című tudományos konferencia előadásai. A Miskolci Egyetem kiadványa. 1993. 5–14. old.
- Juhász András: Újabban feltárt jelentősebb barlangok Borsodban. Természettudományi Közlöny, 1965. 470–471. old.
- Kovács Zsolt: Szepesi-barlang. Láner Olivér-barlang. In: F. Nagy – Vadász: XXXIX. Barlangnapok, Bükk hegység, Létrás-tető, 1995. június 23–25. Vándorgyűlési kiadvány, Miskolc, 1995.